# Dadji Rahamata Ahmat Mahamat
Dadji Rahamata Ahmat Mahamat   () és una activista feminista txadiana. És la directora d'oficina del Collectif des Associations et Mouvements de Jeunes du Tchad (CAMOJET, Col·lectiu de Moviments i Associacions de Joves del Txad).

## Joventut
Dadji Mahamat és filla d'Ahmat Dadji, l'ex-conseller delegat de la Companyia de Sucre Industrial Txadiana (SONASUT) i el cap de l'ètnia hadjerai.
Ella no ha vist al seu pare des que tenia dos anys. El 28 de maig de 1987, el seu pare i els seus dos germans grans, de 20 i 17 anys, van ser arrestats per homes presumptament enviats pel president del Txad, Hissène Habré.
Des de sempre, ella i la seva família han fet campanya per conèixer què els va passar al seu pare i als seus germans, i això l'ha atret a l'activisme de manera més general.

## Carrera
Ha treballat en diverses organitzacions i associacions al Txad, i es va incorporar a CAMOJET el 2010.
És la conseillère du bureau (directora d'oficines) del Collectif des Associations et Mouvements de Jeunes du Tchad (CAMOJET, Col·lectiu de Moviments i Associacions de Joves del Txad), una «associació juvenil que treballa pels drets humans», amb seu a la capital del país, N'Djamena.
El 6 de febrer de 2015, Dadji va ser arrestada, però va ser alliberada en aquell dia amb la condició que no parlés amb la premsa sobre la seva detenció. Ella va intervenir i immediatament va ser arrestada de nou. El 8 de febrer se li va deixar en llibertat sense càrrecs junt amb altres 22 manifestants, i se li va ordenar que no tornés a parlar als mitjans de comunicació, tret que volgués «arruïnar la seva vida».
Dadji ha dit: «He estat assetjada, intimidada i amenaçada, però em mantindré ferma».

## Vida personal
Dadji viu a la capital del Txad, N'Djamena.